# 松山俊行
松山 俊行（まつやま としゆき、1968年（昭和43年）9月8日 - ）は、フジテレビの報道局政治部長兼解説委員。

## 来歴
宮城県出身。松戸市立小金中学校、千葉県立我孫子高等学校、早稲田大学政治経済学部政治学科（谷藤悦史ゼミ）卒業。
1993年4月、フジテレビ入社。報道局に配属され、報道局社会部で警視庁クラブ、報道局政治部で自民党や首相官邸キャップ、FNNワシントン支局長（2014年8月〜2018年3月）などを歴任。2018年3月から解説委員。
2018年4月2日から、反町理の後任として、夜の大型報道番組『BSフジLIVE プライムニュース』のメインキャスターを務め、また、プライムニュース編集長へ就任した。同年、『週刊文春』4月12日号に不倫相手とされる女性による告発報道がなされた。
2019年3月30日のプライムニュースSUPERでプライムニュースを卒業し、同年4月7日より地上波の日曜報道 THE PRIMEをプライムニュースの金曜日を一緒に担当した梅津弥英子アナウンサーと担当している。
2021年7月より政治部長を兼務。2021年10月31日の第49回衆議院議員総選挙では当落の判定任務にあたった。
2022年6月より執行役員、バンエイト取締役として就任。
大学時代にカリフォルニア州立大学サンバーナーディーノ校に留学。2回のFNNワシントン支局赴任を含め在米歴8年半。

## 出演番組
報道番組
| 期間         | 期間          | 番組名                                | 役職             |
| ------------ | ------------- | ------------------------------------- | ---------------- |
| 2018年4月2日 | 2019年3月29日 | BSフジLIVE プライムニュース（BSフジ） | キャスター       |
| 2018年4月7日 | 2019年3月30日 | プライムニュース SUPER（BSフジ）      | キャスター       |
| 2019年4月7日 | 現在          | 日曜報道 THE PRIME                    | メーンキャスター |

特別番組
- FNN特報　故安倍晋三国葬儀第2部コメンテーター（2022年9月27日）
  - 先崎彰容と共同で担当。